# Капфенберг (футбольний клуб)
Капфенберг (нім. Kapfenberger Sportvereinigung Superfund) — професіональний австрійський футбольний клуб з однойменного міста, зараз виступає у Першій лізі чемпіонату Австрії. Домашні матчі проводить на стадіоні імені Франца Фекете, який вміщує 12 000 глядачів. Кольори команди: червоний і білий.

## Історія
Клуб заснований 14 вересня 1919 року. До 50-их років XX століття «Капфенберг» виступав у місцевих лігах регіону Штирія, у вищому австрійському дивізіоні клуб дебютував у сезоні 1954/55 років, і виступав у ній до кінця 50-их років. У 60-их роках клуб кілька разів вилітав і знову повертався до вищого дивізіону, останнім сезоном у вищому дивізіоні у той період став для «Капфенберг» сезон 1966/67 років. Наступного разу повернутися в Бундеслігу команді вдалося лише через 41 рік, перемігши у Першій лізі в сезоні 2007/08 років.

## Досягнення
- Перша ліга чемпіонату Австрії
  -  Чемпіон (2): 1953/54, 2007/08

- Регіональна ліга Австрії
  -  Чемпіон (4): 1960/61, 1962/63, 1973/74, 2001/02

## Відомі тренери
Станом на 22 червня 2016 
| - Невідомо (1919—1946) - Йозеф Блум (1946—1947) - Невідомо (1947—1974) - Германн Штессель (1974—1975) - Невідомо (1975—1980) - Вальтер Пейнтінгер (1980—1982) - Невідомо (1982—1987) - Роберт Пфлуг (1987) - Невідомо (1987—1990) - Герд Стрюпперт (1990—1991) - Невідомо (1991—1994) - Ладислав Юркемик (1994—1996) - Невідомо (1996—2000) - Ганс-Петер Шаллер (2000—2006) - Дразен Сваліна (2006) - Любиша Сушич (2006) - Вернер Грегорітцч (2006–11) - Манфред Унгер (2011) - Томас фон Хеесен (2011–12) - Клаус Шмідт (2012–13) - Курт Рюсс (2013–16) - Абдуллах Ібракович (2016-) |